# Гашун-Булг
Гашун-Булг (калм. Һашун Булг — букв. горький родник) — посёлок в Целинном районе Калмыкии, входит в состав Вознесеновского сельского муниципального образования.
Население — 6 человек (2012)

## Физико-географическая характеристика
Посёлок расположен в пределах Ергениской возвышенности, являющейся частью Восточно-Европейской равнины, на левом склоне балки Гаушн-Сала. Средняя высота над уровнем моря — 114 метров. Рельеф местности пересечённый. В балке Гашун-Сала имеются пруды.
По автомобильной дороге расстояние до столицы Калмыкии города Элиста (центра города) составляет 11 км, до районного центра посёлка Троицкое — 20 км, до административного центра сельского поселения села Вознесеновка — 13 км. Подъезд с твёрдым покрытием к посёлку отсутствует.
Согласно классификации климатов Кёппена-Гейгера посёлок находится в зоне континентального климата с относительно холодной зимой и жарким летом (Dfa). В окрестностях посёлка распространены светлокаштановые почвы различного гранулометрического состава в комплексе с солонцами.

## История
Точная дата основания населённого пункта не известна, однако можно предположить, что посёлок возник в начале 1920-х годов в рамках политики привлечения к оседлости коренного населения.
На американской карте СССР посёлок зафиксирован под названием Гашун Булук. Именно это название было зафиксировано в атласе СССР 1947 года.
Летом 1942 года посёлок был кратковременно оккупирован (освобождён к началу 1943 года).28 декабря 1943 года калмыцкое население было депортировано. Посёлок, как и другие населённые пункты Троицкого улуса был передан в состав Астраханской области, в 1952 году — в состав Ставропольского края (передан в состав вновь образованной Калмыцкой автономной области в 1957 году).
В начале 1950-х посёлок был переименован в Белокаменский, что нашло отражение в карте 1956 года. В 1960-80-е гг. здесь располагалась ферма совхоза «Вознесеновский».
В 1961 году указом Президиума Верховного Совета РСФСР посёлок Белокаменский переименован в Гашун-Булг.
К 1989 году в посёлке проживало около 120 человек.
Глубокий финансово-экономический кризис 1990-х привёл к снижению объёмов сельскохозяйственного производства и резкому сокращению численности населения посёлка.

## Население
| 2002 | 2010 | 2012 |
| ---- | ---- | ---- |
| 7    | →7   | ↘6   |

Национальный состав
Согласно результатам переписи 2002 года в посёлке проживали русские (56 %) и даргинцы (44 %).
| Национальность | Численность (2010) | Процент |
| -------------- | ------------------ | ------- |
| Даргинцы       | 7                  | 100%    |
| Всего          | 7                  | 100%    |

## Социальная инфраструктура
Социальная инфраструктура отсутствует. Учреждения культуры (клуб, библиотека и образования (средняя школа, детский сад) расположены в селе Вознесеновка. Медицинское обслуживание жителей посёлка обеспечивают фельдшерско-акушерский пункт в селе Вознесеновка и Целинная центральная районная больница.
Посёлок не газифицирован. Центральное водоснабжение отсутствует, потребность в пресной воде обеспечивается индивидуально, путём доставки воды к каждому домовладению. Водоотведение осуществляется за счёт использования выгребных ям.